# M9 (amas globulaire)
Pour les articles homonymes, voir M9.
M9 (ou NGC 6333) est un amas globulaire situé dans la constellation d'Ophiuchus à environ 25 775 a.l. (7,9 kpc) du Soleil et à 5 550 a.l. (1,7 kpc) du centre de la Voie lactée. C'est l'un des amas les plus rapprochés du centre de notre galaxie. Il a été découvert par l'astronome français Charles Messier en 1764.

## Caractéristiques
Selon la base de données Simbad, la vitesse radiale héliocentrique de cet amas est égale à 310,75 ± 2,12 km/s. William W. Harris indique une vitesse un peu différente, soit 229,1 ± 7,0 km/s.
Cet amas est presque sphérique, ayant une ellipticité égale à 0,04 et la taille apparente de son noyau est de 12′. 
Selon une étude publiée en 2011 par J. Boyles et ses collègues, la métallicité de l'amas globulaire NGC 6325 est égale à -1,77 et sa masse est égale à 422 000 {\displaystyle M_{\odot }}. Dans cette même étude, la distance de l'amas est aussi estimée à environ 7,9 kpc (∼25 800 al).
Trois valeurs de la métallicité comprises entre -1,65 et -2,30 sont indiquées sur Simbad. La valeur indiquée par Harris est de -1,77. Une métallicité comprise entre -1,65 et -2,30 signifie que la concentration en fer de NGC 6333 est comprise entre 0,5 % et 2,2 % de celle du Soleil. Après le Big Bang, l'Univers étant surtout composé d'hydrogène et d'hélium, la métallicité était pratiquement nulle. L'univers s'est progressivement enrichi en métaux (éléments plus lourds que l'hélium) grâce à la synthèse de ceux-ci dans le cœur des étoiles. La métallicité des amas du halo de la Voie lactée varie d'un centième à un dixième de la métallicité solaire, ce qui signifie que ces amas se décomposent en deux sous-groupes, les relativement jeunes et les vieux. Selon sa métallicité, NGC 6333 serait donc un amas relativement vieux et riche en métaux, âgé d'environ 12 milliards d'années.

## Galerie

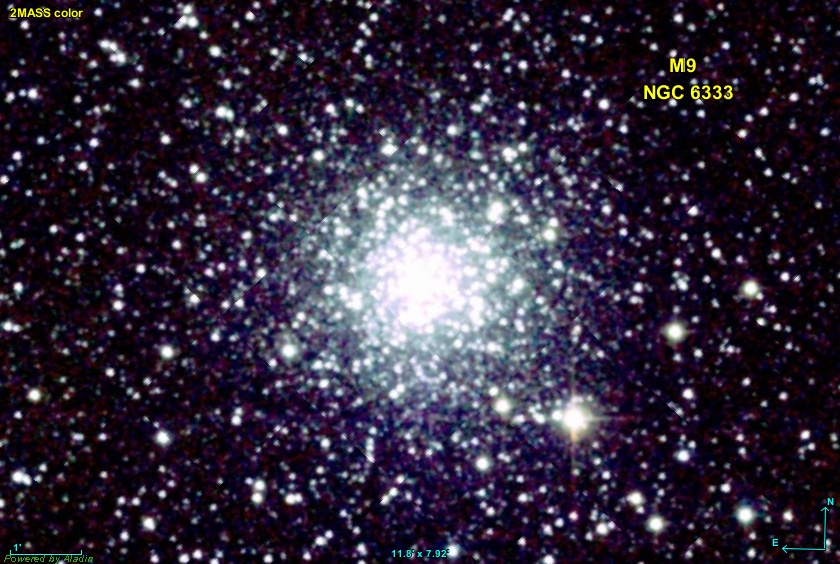
M9 en infrarouge par le relevé 2MASS.
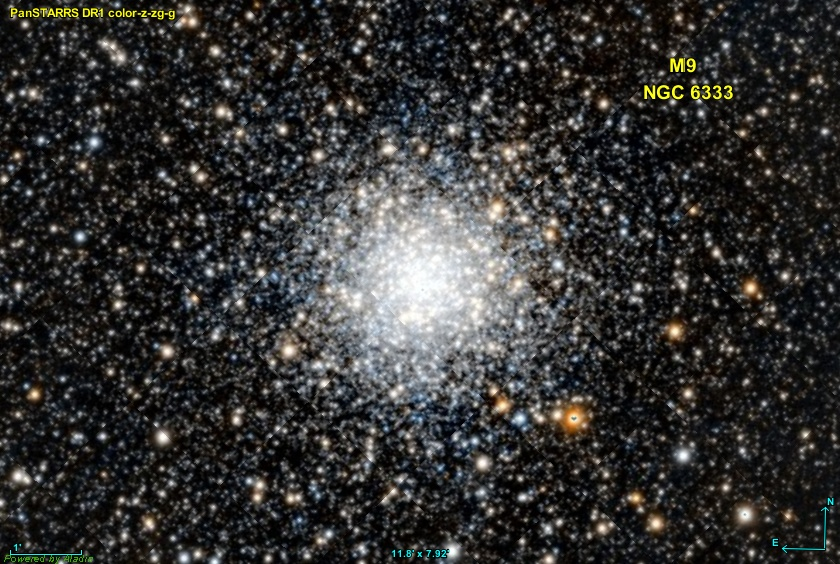
M9 en lumière visible par le relevé PanSTARRS
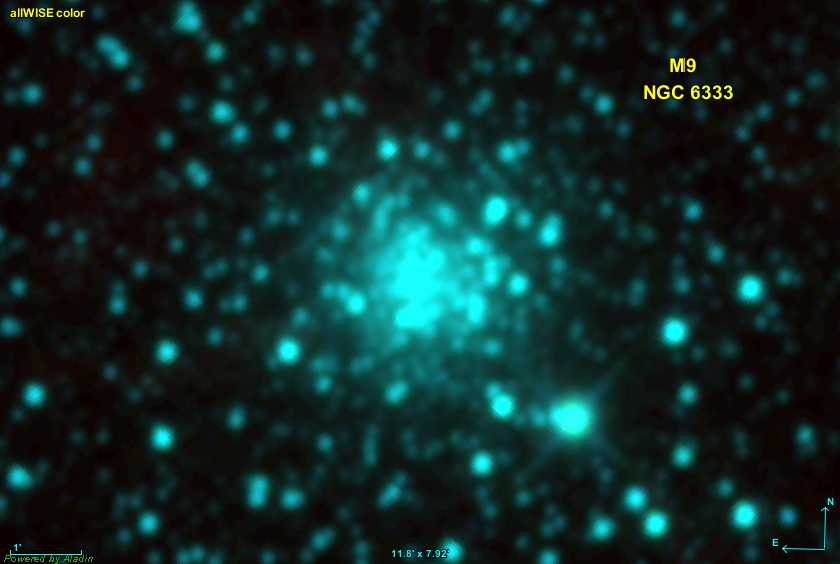
Autre image de M9 en infrarouge par le relevé WISE.
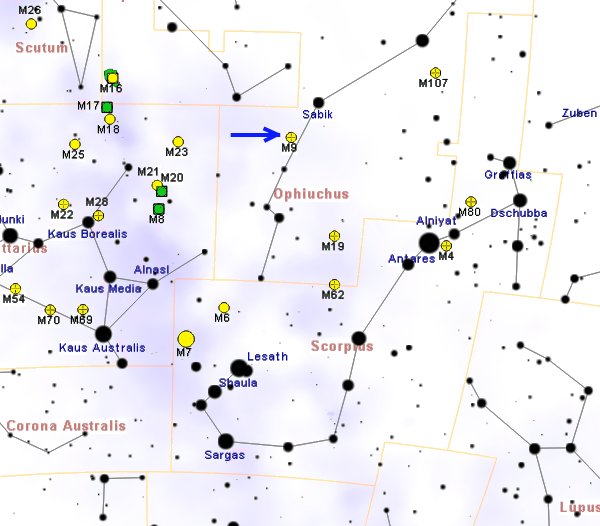
Localisation de M9.